# Bobigny
Bobigny é uma comuna francesa do departamento de Seine-Saint-Denis, região da Ilha de França, com uma superfície de 677 ha e uma população de 50 479 habitantes em 2014.

## Geografia
Bobigny é uma cidade dos arredores do nordeste de Paris, a 3 km desta cidade, sobre a margem norte do Canal de l’Ourcq.
A cidade faz fronteira a norte com Drancy, a oeste com Pantin, a sul com Romainville e Noisy-le-Sec e a este com Bondy.

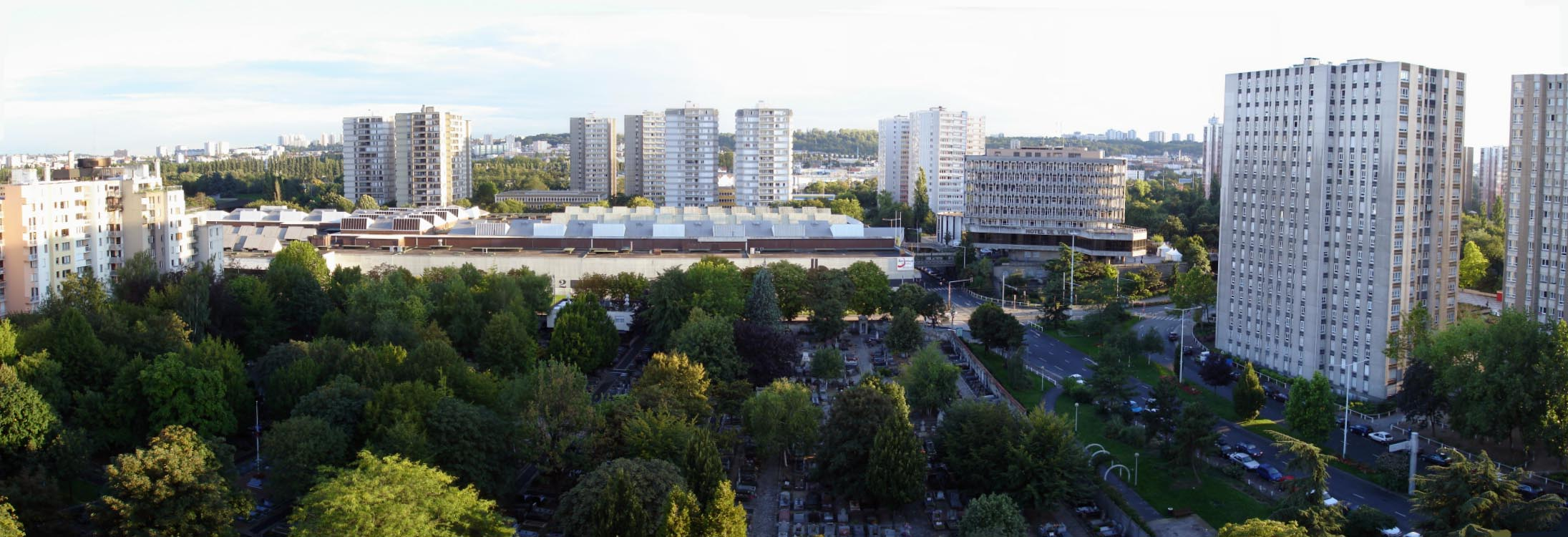
Vista panorâmica do centro da cidade.

## Transportes

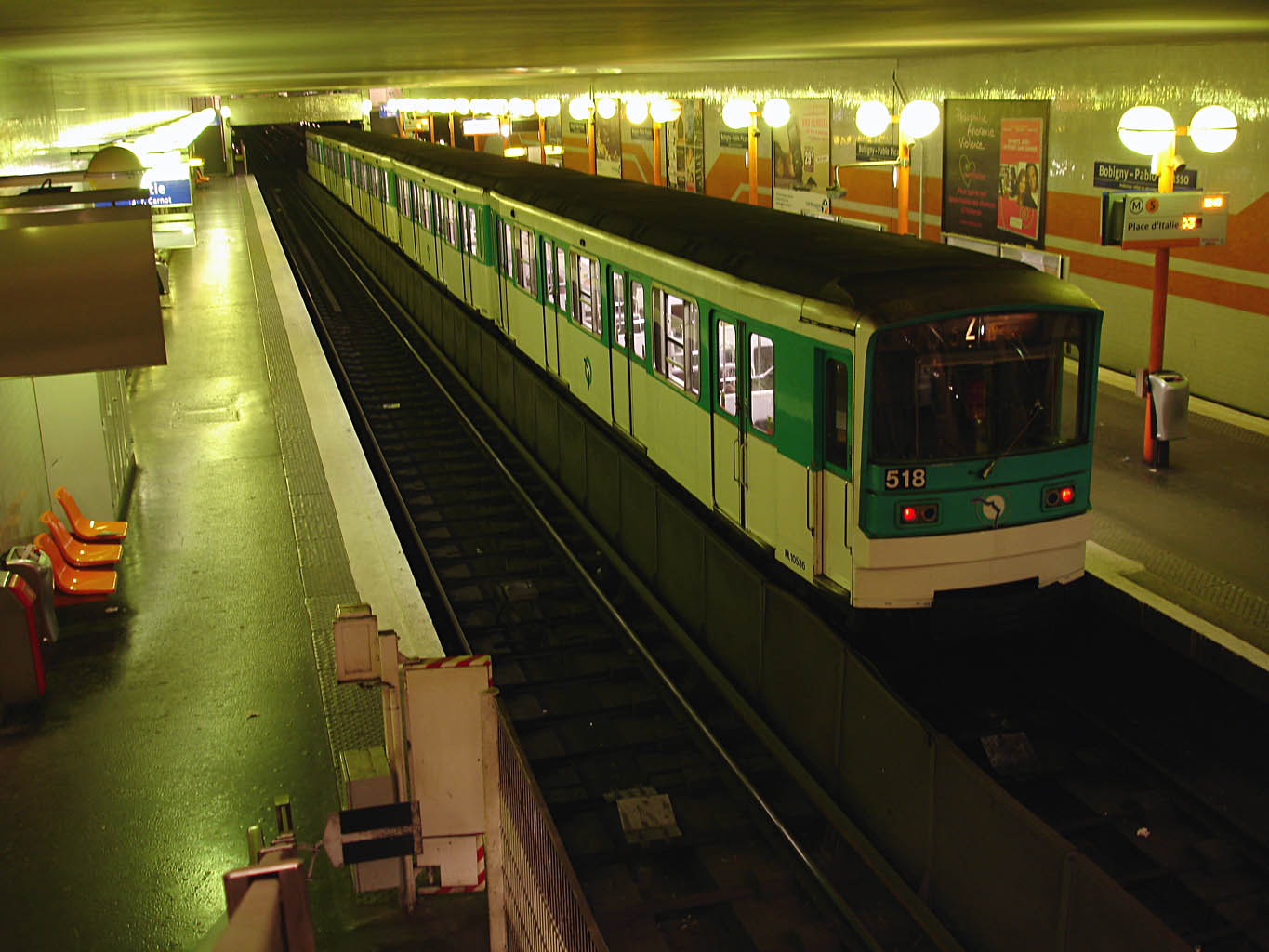
Estação Bobigny - Pablo Picasso.

### Transportes ferroviários
Bobigny é servida pelas estações da Linha 5 do Metropolitano de Paris Bobigny - Pantin - Raymond Queneau, no limite de Pantin a sudeste no bairro de Petit-Pantin, e Bobigny - Pablo Picasso servindo o centro da cidade. A linha T1 (Noisy-le-Sec - Les Courtilles) atravessa a comuna ao longo de sua extensão de oeste a leste.
A ferrovia da Grande Ceinture atravessa o oeste e o sul da cidade. Atualmente limitada ao tráfego de carga, a linha poderia reabrir ao tráfego de passageiros na forma de um tram-trem, no âmbito previsto de reabertura desse eixo para 2017 (Linha 11 Express).

### Estradas
A cidade é atravessada pela RN 3 ao sul, a RD 115 (Route des Petits Ponts) e a Estrada nacional A86, essencialmente em trincheira coberta. A A3 marca o limite da comuna (pont de Bondy).

## Toponímia
Bobigny tira seu nome de Balbinius, nome de um antigo general romano que criou uma villa na antiga floresta de Bondy. O nome evoluiu para Balbiniacum, depois Baubigny e depois Bobigny.

## História
Existem provas da presença humana neste lugar desde a época gaulesa (século IV AC). Na Idade Média o território pertenceu aos senhores de Livry e à abadia de Saint-Denis.
Em 1789, Bobigny é uma pequena comuna de 200 habitantes, vivendo essencialmente da cultura cerealífera. Em 1870, quando houve o cerco de Paris, a comuna foi completamente destruída e a população fugiu para Paris.
A chegada do caminho-de-ferro no fim do século XIX deu novo fôlego à comuna. A comuna tornou-se uma cidade operária com a instalação de várias empresas, proporcionando o aparecimento de uma numerosa mão-de-obra.
Em 1920, a população elegeu uma Câmara comunista e Bobigny passou a fazer parte da "cintura vermelha" de Paris. É nesse mesmo ano que se instalou em Bobigny a fábrica Meccano (produção de jogos e brinquedos mecânicos para as crianças montarem), que em 1951 produziu mais de 500.000 kits por dia.
Em 1933 é a vez do jornal L’Illustration se instalar na cidade. Depois da Segunda Guerra Mundial a cidade duplicou a sua população e tamanho, com a construção de equipamentos e habitações sociais.
No 1º de Janeiro de 1968, Bobigny é elevada a capital do novo departamento de Seine-Saint-Denis.
O Metrô de Paris chegou a Bobigny em 1985, o tramway em 1992, e a autoestrada A86 foi inaugurada em 1998.

## Economia
A economia local e o emprego são essencialmente suportados pelo facto da cidade ser o centro do departamento.
Os serviços públicos (Prefeitura, Conselho Geral, Câmara Municipal, Hospital, Faculdade de Medicina e outros estabelecimentos escolares e de formação) constituem um importante vector de emprego.
Igualmente o sector privado emprega mais de 11.500 trabalhadores, repartidos por mais de 1.000 estabelecimentos empregadores. A indústria e o sector da construção ofereciam em 2006 cerca de 3.000 empregos.

## Geminação
- Serpukhov
- Potsdam

### Protocolo de cooperação
- Setúbal (Portugal)

## Monumentos e lugares turísticos
- Sítio arqueológico de La Vache à l’Aise, do período gaulês
- Hospital Avicenne, hospital franco-muçulmano, associado à Universidade Paris-Norte
- Cemitério franco-muçulmano, com uma mesquita no seu interior
- Torre de L’Illustration, com 60 m de altura, construída em 1933 para o jornal